# Further Instructions (Lost)
Further Instructions este un episod al serialului de televiziune Lost, sezonul 3.